# Gustaf Hedström i Sörböle
Gustaf Larsson Hedström (i riksdagen kallad Hedström i Sörböle), född 5 oktober 1808 i Skellefteå socken, död där 21 januari 1880, var en svensk lantbrukare och politiker. Han företrädde bondeståndet i Västerbottens läns norra domsaga vid ståndsriksdagen 1865–1866.